# 18095 Frankblock
18095 Frankblock è un asteroide della fascia principale. Scoperto nel 2000, presenta un'orbita caratterizzata da un semiasse maggiore pari a 2,3653046 UA e da un'eccentricità di 0,1044450, inclinata di 6,97132° rispetto all'eclittica.